# Näset (Kalixrivier)
Näset is een onbewoond langwerpig eiland in de Zweedse Kalixrivier, dat dwars op de stroming van de rivier ligt. De rivier stroomt hier door het Morjärvträsket. Het eiland heeft geen oeververbinding. Het heeft een oppervlakte van ongeveer 5 hectare. De naam duidt erop dat het vroeger een landtong is geweest (nes).